# Diederik I Flamens
Diederik (I) Flamens (Latijn: Theodericus) (ovl. Kasteel van Bouillon, 19 oktober 1082), was een graaf uit het huis Wassenberg. Hij was mogelijk de stamvader van de heren van Heinsberg en Valkenburg. 
Diederik wordt vermeld in 1076 bij de schenking van een goed op de Veluwe aan de kerk van Sint Pieter te Utrecht. In 1078 wordt hij genoemd als waarnemend graaf van de Teisterbant en van de Maasgouw en had hij samen met zijn broer Gerard bezittingen en voogdijrechten in Bree.
Door zijn trouw aan keizer Hendrik IV raakte hij in conflict met Godfried van Bouillon, die hem rond maart 1079 gevangen nam en opsloot in het Kasteel van Bouillon, waar hij drie jaar later overleed.

## Nakomelingen
Er zijn twee vermoedelijke zoons van Diederik bekend:
- Gerard van Heinsberg
- Gosewijn I van Valkenburg-Heinsberg (†1128)